# کوه میدوی
کوه میدوی (به انگلیسی: Midway Mountain) یک کوه در ایالات متحده آمریکا است که در شهرستان تولار، کالیفرنیا واقع شده‌است. کوه میدوی ۴٬۱۶۵٫۱۴ متر بالاتر از سطح دریا واقع شده‌است.